# 南150線
南150線 （媽廟－埤仔頭），是臺灣臺南市編號第150號的一條區道，目前路線西起歸仁區媽廟里中正北路、保大路一二段路口，東至關廟區埤頭里文衡路、保大路一段路口，全長達1.454公里。

## 行經行政區域
全線均位於臺南市境內
- 歸仁區、關廟區

連接道路
- 市道177甲線（本區道起點）
- 台19甲線（本區道終點）